# Bagodares sternularia
Bagodares sternularia là một loài bướm đêm trong họ Geometridae.